# EniChem
EniChem war ein italienischer Chemiekonzern. EniChem entstand 1983 durch Herauslösung des Chemiegeschäftes des Mineralöl- und Energiekonzerns Eni.

## Geschichte
Die chemische Industrie in Italien wurde ursprünglich von Montecatini und nach der Fusion mit Edison von der Montedison dominiert. EniChem wurde am 1. Januar 1999 in Syndial umbenannt. Später wurden große Geschäftsteile als Polimeri Europa abgespalten.

## Tochtergesellschaften
- EniChem Agricoltura: Produkte für die Landwirtschaft (Dünger, Ammoniak etc.), heute Isagro
- Enichem Anic: petrochemische Grundstoffe (Chlor–Natriumhydroxid, Ethylen, Benzol, Toluol, 1,2-Dichlorethan etc.)
- EniChem Augusta: Tenside
- EniChem Elastomeri Elastomere (Styrol-Butadien-Kautschuk, Polyolefine etc.)
- EniChem Fibre Kunstfasern, Vorprodukte für Kunststoffe (Terephthalsäure etc.)
- EniChem Polymeri Kunststoffe (PE, PVC etc.)
- EniChem Synthesis: sekundäre organische und anorganische Chemikalien (Tetrachlorkohlenstoff, DDT, Chlorsulfonsäure etc.)
- EniChem Tecnoresine Kunstharze